# نشرة معاهدة التعاون بشأن البراءات
النشرة الإخبارية لمعاهدة التعاون بشأن البراءات هي منشورُ تُصدره المنظمة العالمية للملكية الفكرية (WIPO) شهرياً. وتتضمن أحدث الأخبار عن معاهدة التعاون بشأن البراءات (PCT)"، وهذه المعاهدة توفّر نظامًا لتقديم (براءات الاختراعات) طلبات براءة الاختراع دوليًا. تُنشر النشرة الإخبارية لمعاهدة التعاون بشأن البراءات باللغة الإنجليزية فقط. كما تنشر في هذه النشرة التغييرات المهمة التي تطرأ في معاهدة التعاون بشأن البراءات.
صدر العدد الأول من نشرة "PCT" في مارس 1994 على أساس الاشتراك. منذ يناير 1997، أصبحت الأعداد تُنشر على الإنترنت مجانًا. منذ يناير 2008، أصبحت النشرة الإخبارية لمعاهدة التعاون بشأن البراءات متاحة فقط على الإنترنت، ولم تعد مطبوعة ورقية.